# Tōru Oniki
Tōru Oniki (jap. 鬼木 達 Oniki Tōru; ur. 20 kwietnia 1974) – japoński piłkarz występujący na pozycji pomocnika.

## Kariera piłkarska
Od 1993 do 2006 roku występował w klubach Kashima Antlers i Kawasaki Frontale.

## Kariera trenerska
Po zakończeniu piłkarskiej kariery pracował jako trener w Kawasaki Frontale.